# Pierrefitte-en-Beauvaisis
Pierrefitte-en-Beauvaisis ist eine französische Gemeinde mit 365 Einwohnern (Stand 1. Januar 2022) im Département Oise in der Region Hauts-de-France. Sie ehört zum Arrondissement Beauvais, zur Communauté d’agglomération du Beauvaisis und zum Kanton Beauvais-1.

## Geographie
Die Gemeinde Pierrefitte-en-Beauvaisis mit dem Ortsteil Le Détroit liegt am Südostrand der Landschaft Pays de Bray auf einem Plateau 50 Höhenmeter über dem Flusstal des Thérain, rund zehn Kilometer nordwestlich von Beauvais abseits der überregional wichtigen Verkehrswege. Die Gemeinde besitzt keine Kirche.

## Einwohner
| Jahr                       | 1962 | 1968 | 1975 | 1982 | 1990 | 1999 | 2006 | 2013 | 2021 |
| -------------------------- | ---- | ---- | ---- | ---- | ---- | ---- | ---- | ---- | ---- |
| Einwohner                  | 225  | 201  | 225  | 277  | 356  | 369  | 380  | 360  | 366  |
| Quellen: Cassini und INSEE |      |      |      |      |      |      |      |      |      |

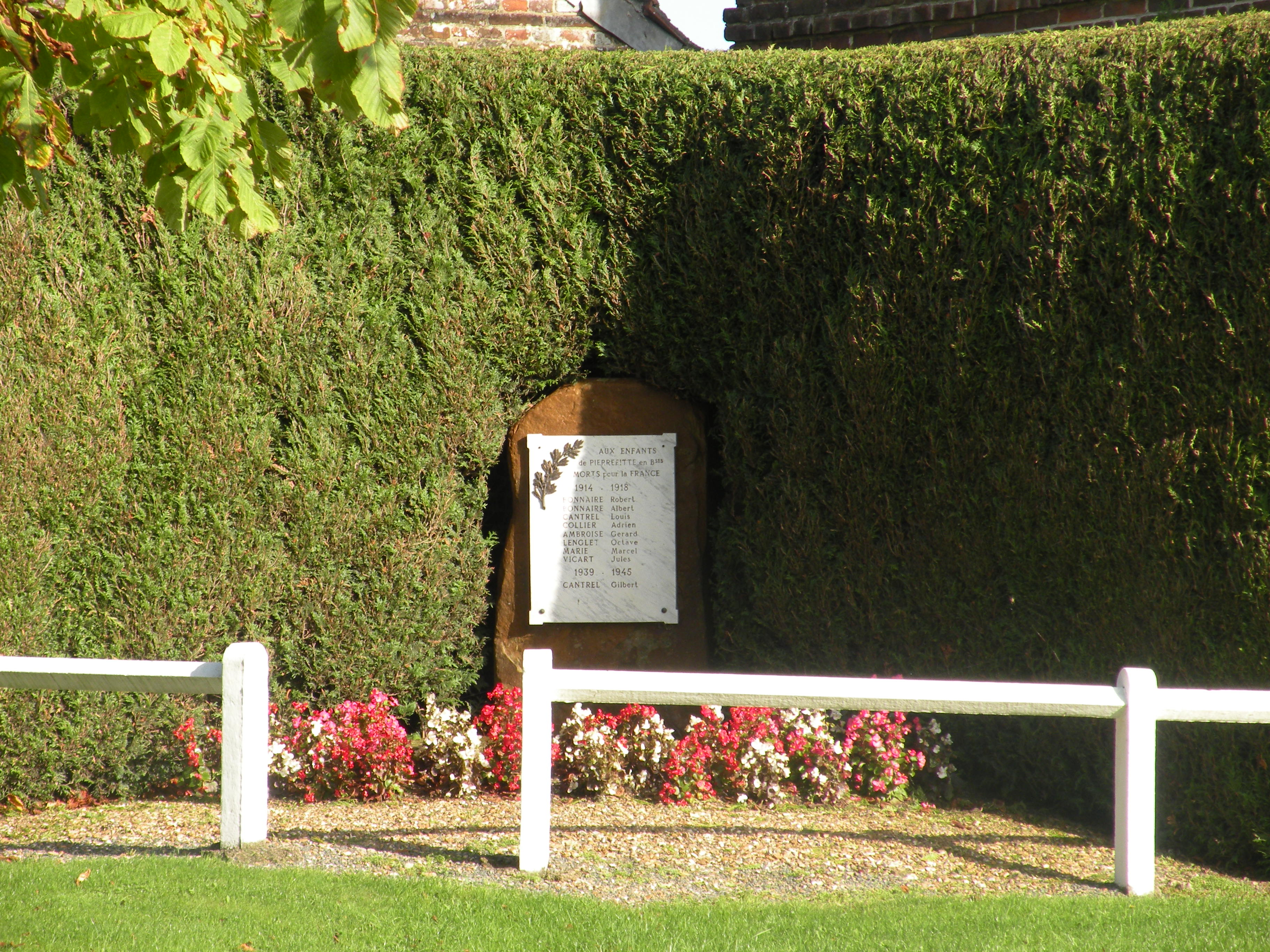
Gefallenendenkmal